# 坪洲天后宮
22°17′08″N 114°02′18″E / 22.28560°N 114.03842°E

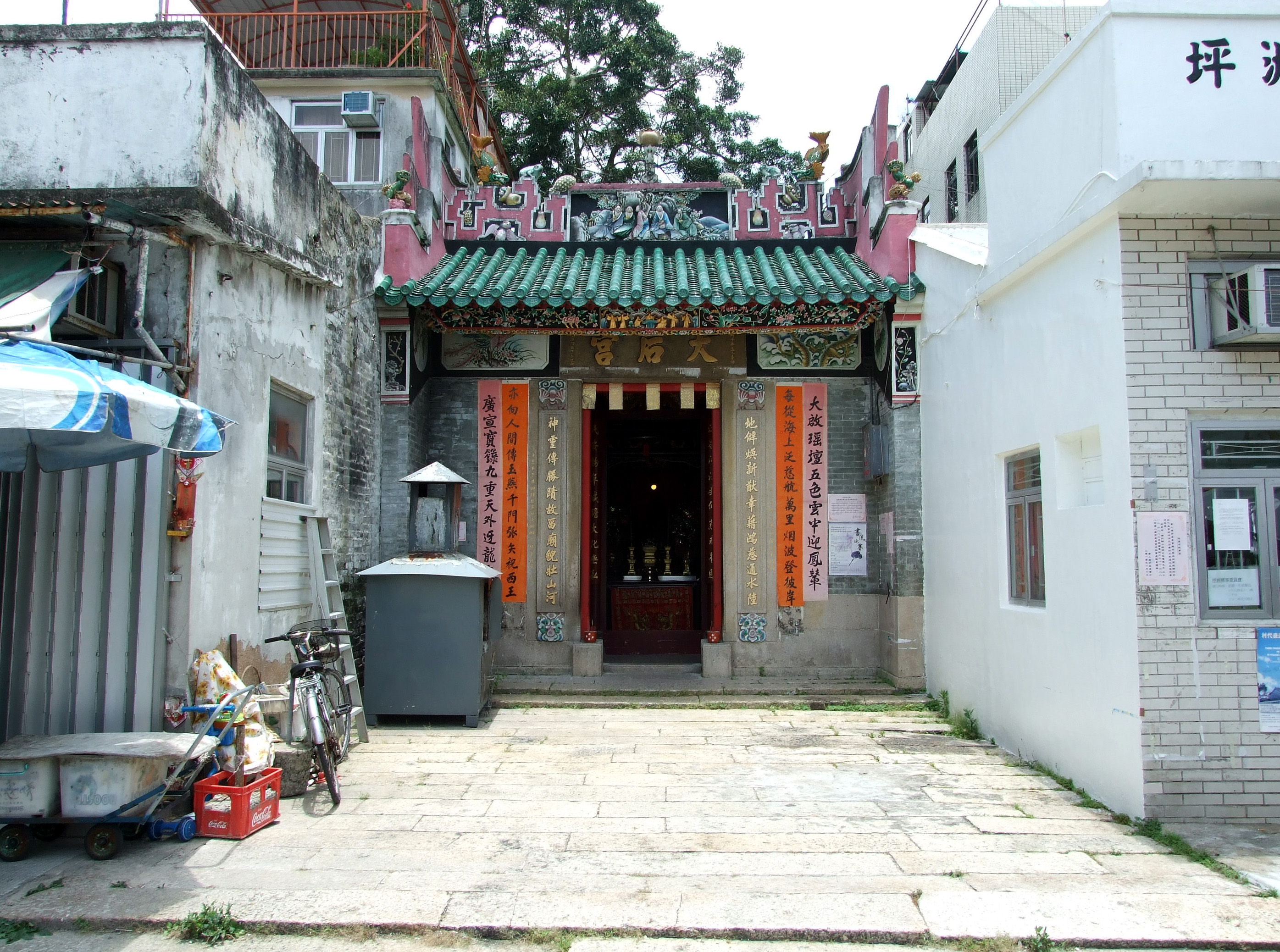
坪洲天后廟

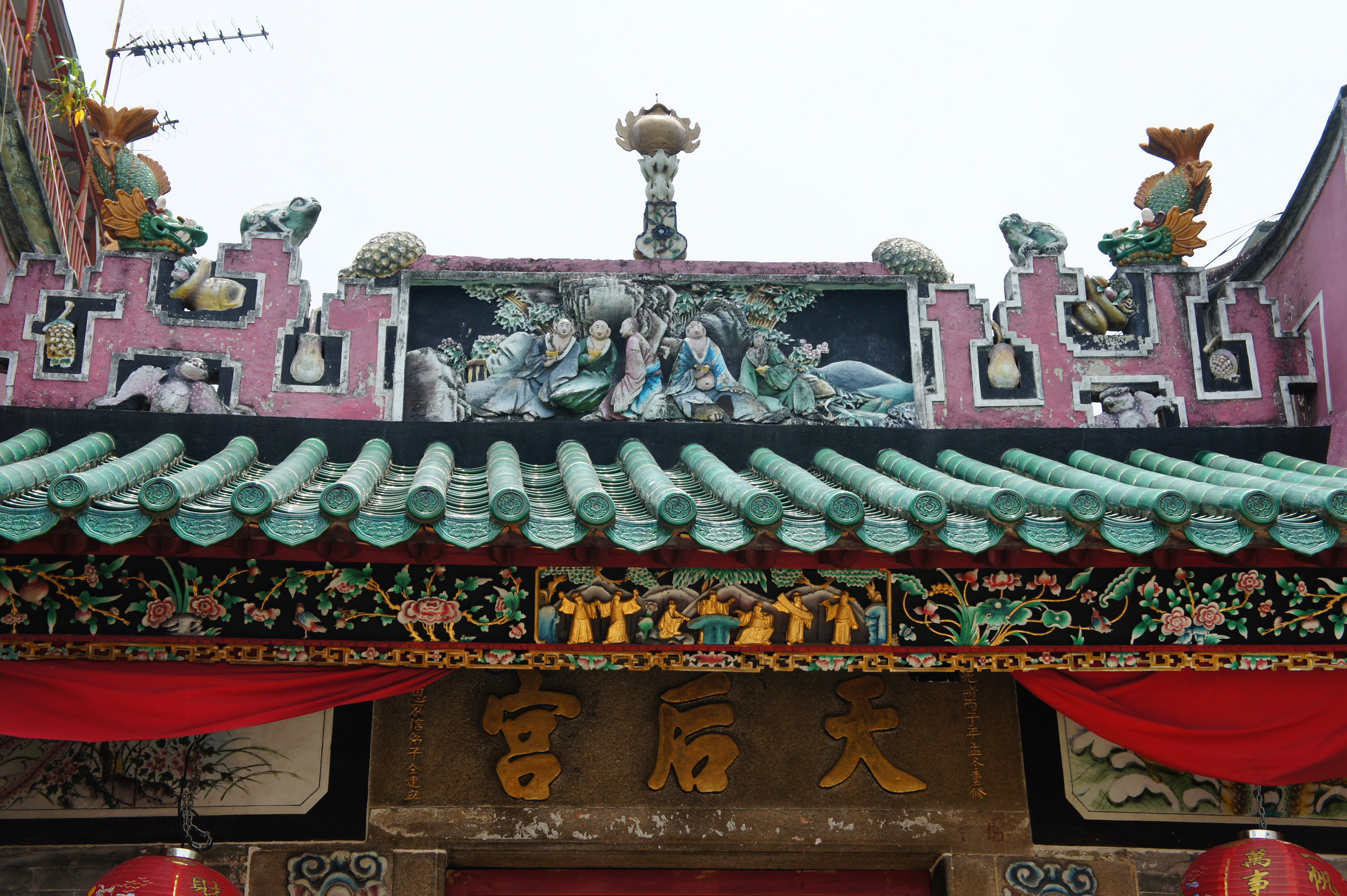
坪洲天后廟，屋脊上的陶塑造型精緻。

坪洲天后宮是香港一所天后廟，位於新界坪洲露坪街盡頭，由華人廟宇委員會管理，最近一次重修於1998年。1987年列為二級歷史建築，2010年2月4日確定評級。

## 歷史
坪洲天后宮現存最古舊的文物為鑄於清朝乾隆十七年（1753年）的銅鐘，而廟內碑文則顯示該廟曾於嘉慶三年（1798年）重建，並於道光十二年（1832年）及光緒三年（1877年） 重修。廟內還有一副五呎半的鯨骨，估計為19世紀的文物，用以供奉天后。
另外，坪洲天后宮外有一奉禁封船碑，立於道光十五年（1835年）。